# Morpheus (Matrix)
Pour les articles homonymes, voir Morpheus.
Morpheus est un personnage fictif de la saga cinématographique Matrix, incarné dans les trois premiers épisodes de la saga par Laurence Fishburne.
Ce hacker est aussi le capitaine du vaisseau Nebuchadnezzar. Il amène dans le monde réel  Néo, qu'il considère comme l'élu devant libérer l’espèce humaine. On apprend, dans le deuxième volet de la trilogie, que Morpheus a entretenu, par le passé, une relation avec la capitaine Niobé. Parmi les hommes libérés de la Matrice, Morpheus se caractérise par une foi démesurée en la prophétie : la libération de la race humaine prisonnière des machines par l’Élu. On apprend que Morpheus a passé toute sa vie à rechercher l'Élu, cet homme qui va libérer l'humanité du joug des machines. Lorsqu'il parvient enfin à rencontrer Néo, Morpheus estime que « cette quête est terminée ». Morpheus est aussi pour certains le mentor, le guide, qui élèvera Néo au stade d'Élu.